# Sphaerodactylus samanensis
Espèce
Sphaerodactylus samanensis est une espèce de geckos de la famille des Sphaerodactylidae.

## Répartition
Cette espèce se rencontre :
- en République dominicaine ;
- sur les îles de Saint-Christophe et de Niévès ;
- sur les îles de Saint-Eustache et de Saba.

## Publication originale
- Cochran, 1932 : Two new lizards from Hispaniola. Proceedings of the Biological Society of Washington, vol. 45, p. 183-187 (texte intégral).